# Казим'єрас Буґа
Бу́ґа Казим'єрас (лит. Kazimieras Būga; 6 листопада 1879, с. Пажєге, нині Зарасайського району, Литва — 2 грудня 1924, Кеніґсберґ, похований у Каунасі) — литовський мовознавець, лексиколог, лексикограф.

## Біографія

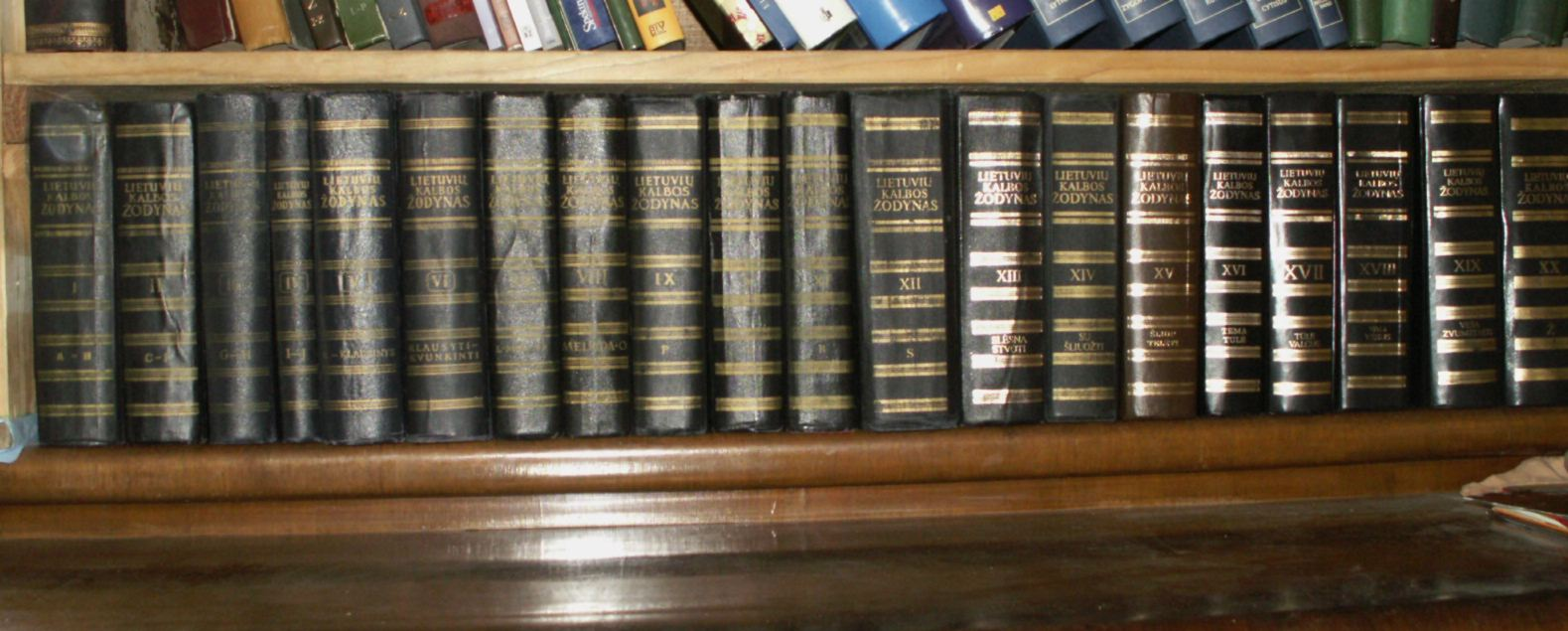
Академічний словник Литви, ініційований Бугою

Закінчив Санкт-Петербурзький університет (1912). Працював приват-доцентом (від 1916), професор (1918—1919) Пермського університету; професор Томського (1919—1920) та Литовського (від 1922) університетів. Засновник балтистики в Литві, фундатор історико-етимологічних та ономастичних досліджень литовської мови, основоложник 20-томного академічного словника литовської мови, завершеного 2002. Буґа визначив походження цілої низки українських слів, як спільних із балтійськими мовами, так і запозичених із них. Встановлюючи шляхи та час їхнього проникнення до української мови, найдавніші з них датував періодом до X століття. Висунув теорію про перенесення географічних назв (річок і населених пунктів) з українського Надприп'яття до литовського Наднімання. У Пермі Буґа був колегою Л. Булаховського й до кінця життя листувався з ним (у бібліотеці Вільнюського університету зберігаються 22 листи українського вченого до Буґа). У Вільнюсі 1958—1962 видано тритомник «Rinktiniai raótai» («Вибрані праці») Буґа з докладними «Rodyklås» («Покажчики») до них.
До дня народження Буґа з кінця 90-х рр. щодругий рік у Вільнюському університеті проводяться міжнародні наукові конференції «Етимологія і ономастика».

## Праці

### Статті
- Вūga, К. Jotvingu zemes upiu vardu galune-da // Tauta ir Źodis. I, Kaunas, 1923, p. 100.
- Buga, К. Die Vorgeschichte der Aistischen (Baltischen) Stamme im Lichte der Ortsnamenforschung. Leipzig: Streitberg Festgabe, 1924.